# ادوارد اس. مورس
ادوارد اس. مورس (به انگلیسی: Edward Sylvester Morse) (زاده شده ۱۸ جون ۱۸۳۸، ۲۰ دسامبر ۱۹۲۵) شرق‌شناس و جانورشناس اهل ایالات متحده آمریکا بود.